# غرف الطوارئ (السودان)
غرف الطوارئ في السودان هي مبادرة مجتمعية انبثقت من لجان المقاومة السودانية التي قادت ثورة 2019. لعبت فرق الاستجابة الطارئة دورًا حيويًا في الجهود الإنسانية وسط الحرب الأهلية السودانية المستمرة بين القوات المسلحة السودانية وقوات الدعم السريع ، والتي بدأت في 15 أبريل  2023.
اعتبارًا من فبراير 2024، قدمت غرف الطواريء المساعدة لأكثر من أربعة ملايين. نجح هؤلاء المتطوعون في إجلاء عشرات الآلاف من الأشخاص من مناطق النزاع، وقدموا الخدمات الأساسية مثل المياه النظيفة والإمدادات الطبية، وحافظوا على تزويد المستشفيات العاملة القليلة بالوقود والإمدادات الضرورية. بالإضافة إلى هذه الجهود، حافظت غرف الطواريء على البنية التحتية الحيوية للمياه والاتصالات، مما يضمن بقاء المجتمعات متصلة وحصولها على المياه النظيفة. كما أنهم يديرون مطابخ مجتمعية تغذي ملايين الأشخاص، لمعالجة النقص الحاد في الغذاء الناجم عن الصراع. كما نشطت وحدات الاستجابة الطارئة في الاستجابة لحالات العنف الجنسي خلال الحرب الأهلية.
في بيان صادر عن مكتب الممثل الأعلى للاتحاد الأوروبي للشؤون الخارجية والسياسة الأمنية في 12 أبريل 2024، "يشيد الاتحاد الأوروبي بشجاعة والتزام العاملين في المجال الإنساني المحليين والدوليين، ولا سيما المنظمات غير الحكومية المحلية وغرف الاستجابة للطوارئ".
```
يتم تمويل 
غرف الطواريء
 من المجتمع ولكنه يتلقى أيضًا أموالًا من 
المنظمات غير الحكومية
، ووكالات التنمية الدولية،
[
18
]
 والجمعيات الخيرية،
[
4
]
 الأفراد،
[
19
]
 والشركات المحلية.
[
20
]
 ومع ذلك، في بيان صحفي صدر في أبريل 2024، صرحت 
ممثلة الولايات المتحدة
 عن 
منطقة الكونجرس الخامسة في ولاية مينيسوتا،
 
إلهان عمر،
 أن هناك "حاجة إلى زيادة التمويل المباشر بشكل كبير لغرف الاستجابة للطوارئ - ليس فقط توفير الخدمات الأساسية ولكن إظهار التزامنا بدعم الحكم المدني" في السودان."
[
21
]
```

ومع ذلك، واجه المتطوعون تحديات كبيرة، بما في ذلك استهدافهم من قبل طرفي الحرب الأهلية، بما في ذلك الاعتقال والاختطاف، الاغتصاب، والقتل. على سبيل المثال، قُتل ثلاثة من متطوعين ERR في عام 2023 أثناء محاولتهم مساعدة المدنيين في الفتيحاب بالخرطوم،  وقُتل اثنان آخران في سوق نيفاشا.

## روابط خارجية
- "How to Support Humanitarian Efforts in Sudan". Clinton Foundation. مؤرشف من الأصل في 2025-06-20.
- The New Humanitarian (11 أبريل 2024). How mutual aid in Sudan is getting international support (UPDATED) | Rethinking Humanitarianism. مؤرشف من الأصل في 2024-11-27. اطلع عليه بتاريخ 2024-07-29 – عبر YouTube.
- The AMEL Project (29 فبراير 2024). Rethinking International Engagement with Sudan Emergency Response Rooms (ERRs). مؤرشف من الأصل في 2024-07-29. اطلع عليه بتاريخ 2024-07-29 – عبر YouTube.
- United States Institute of Peace (31 يناير 2024). Frontline Civilian Response in Sudan. مؤرشف من الأصل في 2024-08-19. اطلع عليه بتاريخ 2024-07-29 – عبر YouTube.